# 4844 Matsuyama
A 4844 Matsuyama (ideiglenes jelöléssel 1991 BA2) a Naprendszer kisbolygóövében található aszteroida. Ueda Szeidzsi és Kaneda Hirosi fedezte fel 1991. január 23-án.